# Diócesis de Limburgo
La diócesis de Limburgo (en latín: Dioecesis Limburgensis y en alemán: Bistum Limburg) es una circunscripción eclesiástica de la Iglesia católica en Alemania. Se trata de una diócesis latina, sufragánea de la arquidiócesis de Colonia. Desde el 1 de julio de 2016 su obispo es Georg Bätzing.

## Territorio y organización

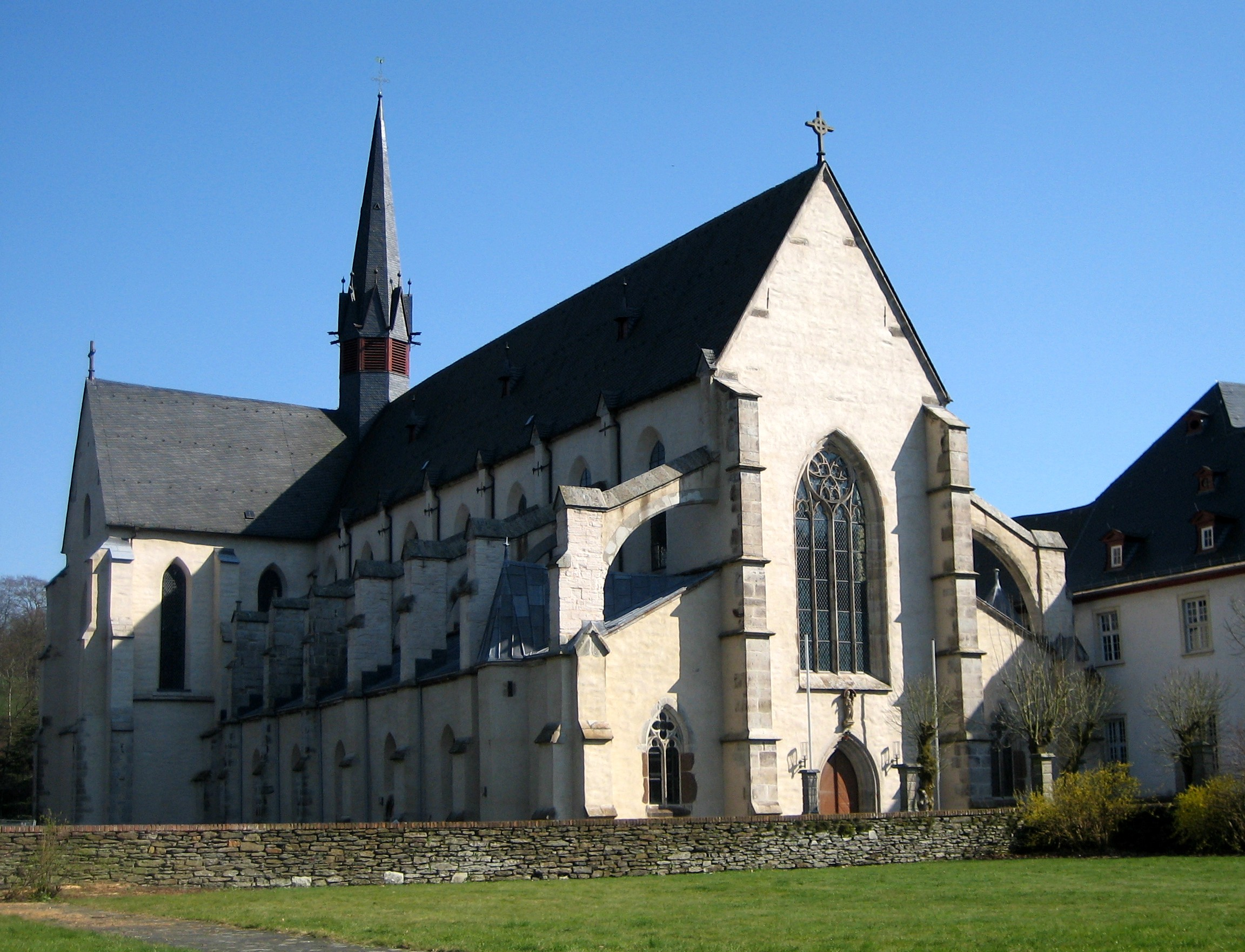
Basílica de Santa María Asunta, en Streithausen

La diócesis tiene 6184 km² y extiende su jurisdicción sobre los fieles católicos de rito latino residentes en parte de los estados de Hesse y de Renania-Palatinado. Abarca el antiguo territorio del Ducado de Nassau, la ciudad de Fráncfort del Meno, el landgraviato de Hesse-Homburg, y el antiguo condado de Biedenkopf. 

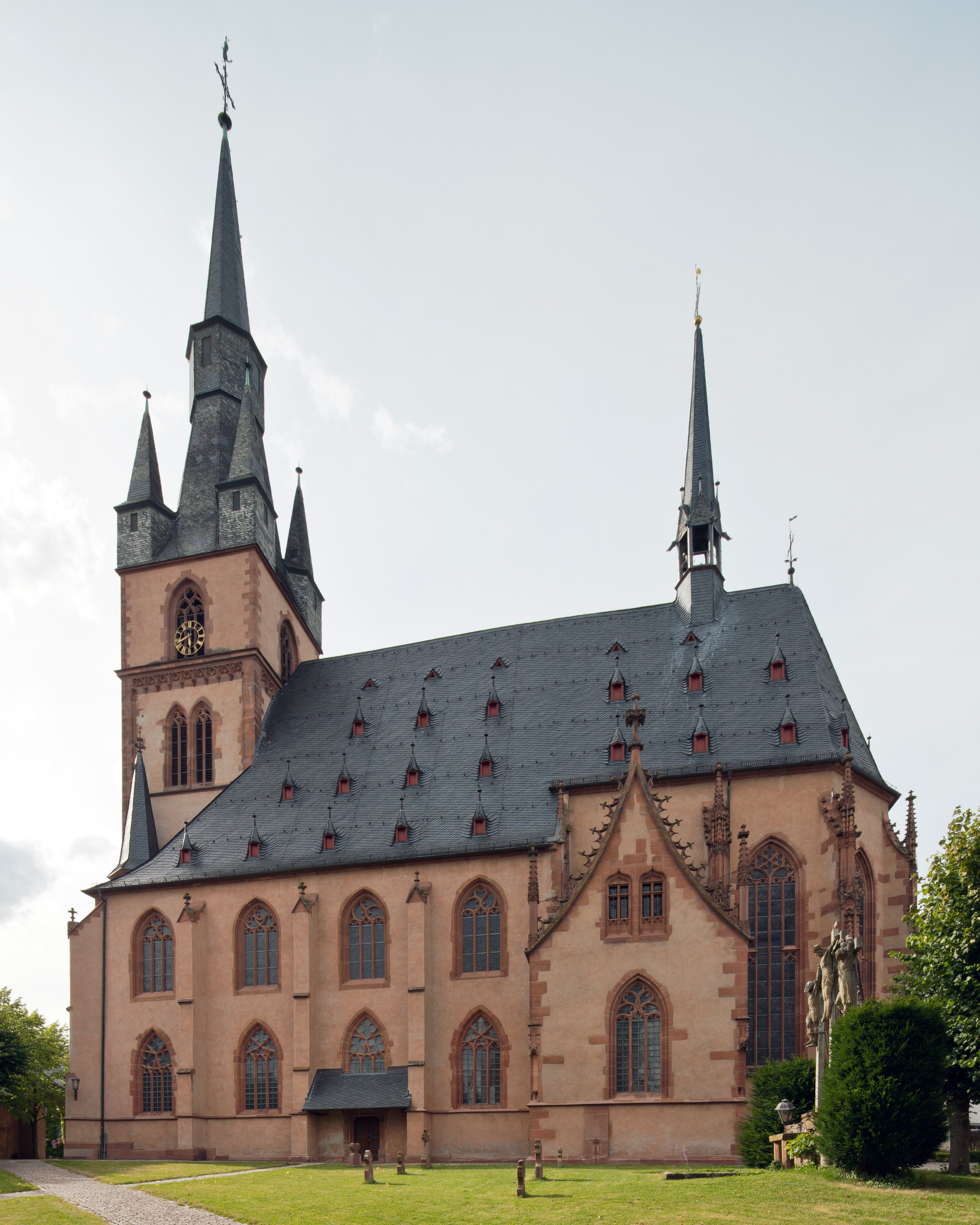
Basílica de los Santos Dionisio y Valentín, en Kiedrich

La sede de la diócesis se encuentra en la ciudad de Limburgo del Lahn, en donde se halla la Catedral de San Jorge. En el territorio se encuentran dos basílicas menores: la de Santa María Asunta, en Streithausen, y la de los Santos Dionisio y Valentín, en Kiedrich. La iglesia más grande de la diócesis es la colegiata de San Bartolomé (conocida como Catedral imperial de San Bartolomé), en Fráncfort del Meno.

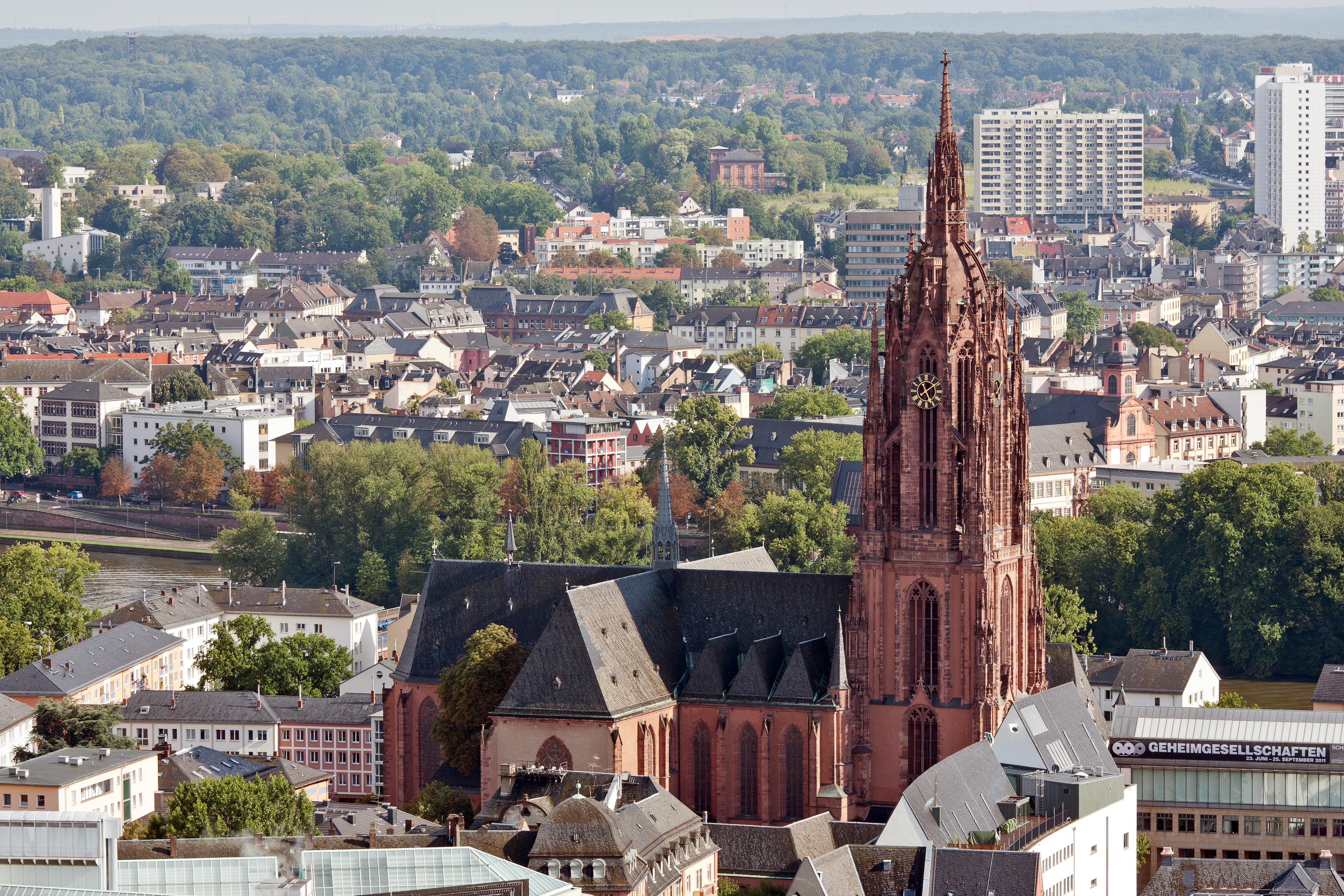
Colegiata de San Bartolomé, en Fráncfort del Meno

En 2023 en la diócesis existían 81 parroquias agrupadas en 11 distritos. Pero desde el 1 de enero de 2024 pasaron a ser 48 parroquias y 33 comunidades de católicos de otras lenguas maternas, que se agrupan en 5 distritos: Region an der Lahn, Region Frankfurt, Region Taunus, Region Westerwald-Rhein-Lahn y Region Wiesbaden-Rheingau-Taunus.

### Cabildo de la Catedral
El cabildo catedralicio está formado por sacerdotes que se ocupan de los servicios en la catedral.
“Como consultores, apoyan al obispo diocesano en la gestión de la diócesis. El cabildo catedralicio es una persona jurídica pública y una corporación de derecho público ". 
En el caso de un obispado, el capítulo catedralicio elige al obispo diocesano de una lista de tres candidatos presentados por el papa. El obispo auxiliar Thomas Löhr preside el capítulo de la catedral como decano de la catedral. El capítulo de la catedral incluye (a partir del 11 de noviembre de 2019):
- Obispo auxiliar de Domdean Thomas Löhr (vicario episcopal para las órdenes religiosas y comunidades espirituales, vicario episcopal para el ecumenismo)
- Catedral Capitular Wolfgang Rösch (vicario general)
- Domkapitular Johannes zu Eltz (decano de la ciudad y comisionado episcopal de Fráncfort del Meno)
- Capítulo de la Catedral Gereon Rehberg (Pastor de la Catedral)
- Cabildo de la Catedral Wolfgang Pax (Jefe del Comisariado de los obispos en el Estado de Hesse, vicario episcopal para el área sinodal)
- Catedral Capitular Georg Franz (Jefe de Recursos Humanos)[3]
- Catedral Capitular Christof May, vicario episcopal para el Desarrollo de la Iglesia y Regens del Seminario Episcopal.

### Asamblea Diocesana
La Asamblea Diocesana (DV) es el representante electo de los católicos de la diócesis de Limburgo. De los 77 miembros, 58 miembros son enviados por las once asambleas de distrito de la diócesis. También hay 13 personas de una lista electiva libre y seis personas de una lista electiva de las asociaciones católicas de la diócesis. 
La asamblea diocesana ve su tarea en “observar, discutir y tomar una posición sobre los desarrollos en la vida eclesiástica, social y estatal”.  La asamblea diocesana es el órgano reconocido por el obispo en el sentido del Decreto del Concilio Vaticano II sobre el Apostolado de los Laicos, n. ° 26.  La asamblea diocesana publica los resultados de sus deliberaciones principalmente en el forma de una declaración y puede decidir de forma independiente sobre el contenido. Los temas son, por ejemplo, las cuestiones bioéticas, la pastoral del futuro, el proceso de diálogo con los obispos alemanes y, sobre todo, las cuestiones sociopolíticas sobre las que la DV quiere expresarse como la “voz de los laicos”.
Ingeborg Schillai (Taunusstein) es la presidenta de la asamblea diocesana en su tercer mandato, que está representada por Andreas Feldmar y Andreas Gref. Junto con otros seis miembros, forman el Presidium. La asamblea diocesana se reúne normalmente dos veces al año, el praesidium unas diez veces. Es por eso que el Presidium también puede comentar cuestiones a través de declaraciones actuales, p. Ej. B. para el diagnóstico preimplantacional (DGP). 
La asamblea diocesana envía miembros a los grupos de trabajo estatales de Hesse y Renania-Palatinado, el Consejo sinodal diocesano (DSR) y el Comité Central de Católicos Alemanes (ZdK). Los consejos diocesanos de Limburgo son actualmente Barbara Wieland (Frankfurt), Christian Pulfrich (Dillenburg) y Wiegand Otterbach (Höhr-Grenzhausen) en el ZdK.  Los miembros de ZdK también son (sin derecho a voto) miembros del presidium de la asamblea diocesana.

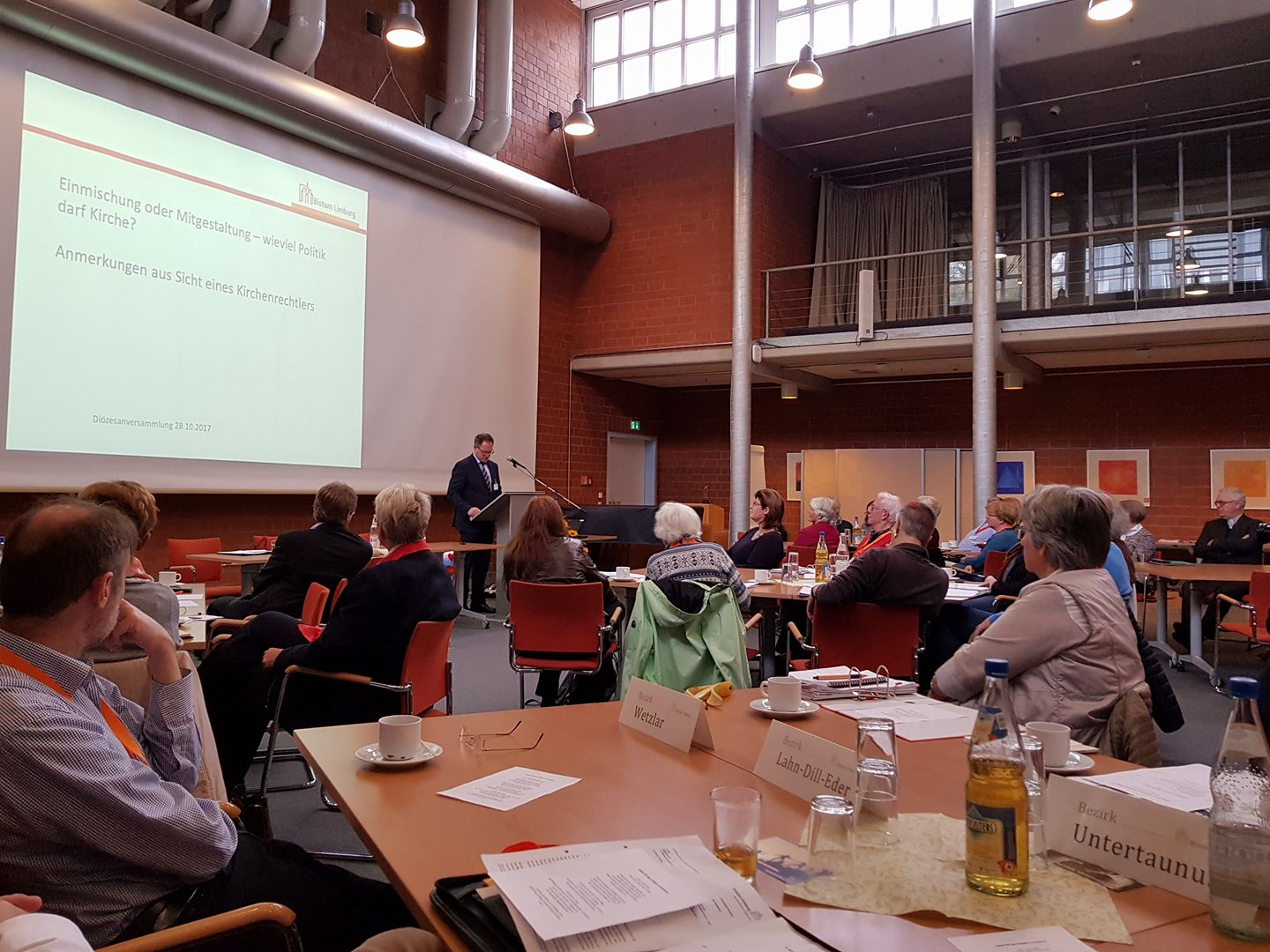
Reunión diocesana en el Wilhelm-Kempf-Haus en Wiesbaden-Naurod el 28 de octubre de 2017

El Presidium también mantiene un estrecho contacto con los partidos políticos. El vicario episcopal de los órganos sinodales participa en las reuniones del presidium y en ambas asambleas plenarias.

### Diözesansynodalrat
El Consejo sinodal diocesano (DSR) es el organismo que asesora al obispo de Limburgo en todas las decisiones importantes. El consejo sinodal diocesano está formado por el obispo de Limburgo como presidente, el presidente de la asamblea diocesana y 18 miembros elegidos por la asamblea diocesana, el vicario episcopal para el área sinodal, el obispo auxiliar y el vicario general, representantes electos del consejo de sacerdotes, el consejo de órdenes, el consejo de diáconos y el consejo de parroquias de católicos de otras lenguas maternas, los grupos profesionales de funcionarios pastorales y parroquiales y hasta cuatro miembros designados por el obispo. El consejo tiene actualmente un total de 35 miembros.
"El obispo y los demás miembros del consejo sinodal diocesano se informan mutuamente como interlocutores y discuten juntos sobre los asuntos pendientes", según § 77 del Reglamento sinodal de la Diócesis de Limburgo (SynO). El DSR asesora sobre las pautas y prioridades para la atención pastoral en la diócesis, la coordinación de las actividades pastorales en la diócesis, los principios para el compromiso de los empleados en el servicio pastoral, los principios pastorales para la elaboración del presupuesto de la diócesis y varias otras cuestiones. . Elige a 13 de los 18 miembros honorarios del Consejo Fiscal de la Iglesia Diocesana (DKStR). Todas las cuestiones presupuestarias de la diócesis y la sede episcopal de Limburgo son discutidas y decididas por la DKStR. Con vistas al presupuesto, se pide a la DKStR que apruebe el presupuesto.

## Historia
La diócesis fue erigida el 16 de agosto de 1821 mediante la bula Provida solersque del papa Pío VII, obteniendo el territorio de las sedes de Tréveris, Maguncia y Colonia. Originalmente era sufragánea de la arquidiócesis de Friburgo en Brisgovia. El territorio correspondía al del ducado de Nassau y la ciudad libre de Fráncfort del Meno. La diócesis de Limburgo fue establecida durante la reorganización de la diócesis católica en el curso de la secularización.
Tras la publicación de la bula surgieron considerables dificultades entre la Santa Sede y el gobierno de Nassau sobre los procedimientos a seguir para el nombramiento de obispos; esto retrasó seis años el nombramiento del primer obispo, Jakob Brand, el 21 de mayo de 1827.
Tras el concordato con Prusia de 1929, el 13 de agosto de 1930 la bula Pastoralis officii nostri del papa Pío XI estableció el paso de la diócesis a la provincia eclesiástica de la arquidiócesis de Colonia; además, las partes de la ciudad de Fráncfort del Meno que pertenecían a la diócesis de Fulda se anexaron a la de Limburgo.
Mediante la bula Ad dominici gregis custodiam del 11 de abril de 1827 y del concordato prusiano de 1929, el cabildo de canónigos de la catedral goza del derecho de elegir a sus propios obispos, de una tríada de nombres propuestos por la Santa Sede, que luego reciben el nombramiento formal y canónico del papa.

### Controversia
En 2013 el obispo de Limburgo Franz-Peter Tebartz-van Elst fue acusado de mentir y de malgastar el dinero de la Iglesia. Hizo construir una nueva sede episcopal y se dice que mintió sobre su costo, que, según los informes, ha aumentado de 5.5 millones de euros iniciales a 31 millones de euros. También fue acusado de volar en primera clase a la India, donde fue a ayudar a los niños pobres. Rechazó las llamadas a dimitir y la Santa Sede envió al cardenal Giovanni Lajolo para intentar resolver la situación. Las acusaciones se encuentran actualmente bajo investigación de la Iglesia. Paralelamente, el fiscal general de Colonia investigó al obispo. El 13 de octubre, el obispo viajó a Roma para discutir la situación con la Curia Vaticana. El 23 de octubre de 2013, Tebartz van-Elst fue suspendido por el papa Francisco como obispo de Limburgo, y Wolfgang Rösch fue nombrado nuevo vicario general para administrar la diócesis en su ausencia.

### Laicos dentro de la diócesis de Limburgo: "Vía sinodal"
El "Camino sinodal" fue iniciado por el obispo Wilhelm Kempf el 16 de marzo de 1969 en la celebración de las primeras elecciones para un consejo parroquial. La idea básica es que los laicos participen en las decisiones importantes relativas a la diócesis. “La idea principal es darle a cada persona designada una contraparte que consiste en miembros electos que forman un consejo. Ambos cuerpos deben entonces discutir y decidir ciertos asuntos. "En consecuencia, cada miembro designado del clero, como un párroco, se enfrenta a un consejo parroquial que consta de miembros electos. En el siguiente nivel superior, el ámbito pastoral, un director de oficina se enfrenta al comité de empleados En todos los "niveles" de la diócesis, los laicos y los funcionarios designados trabajan juntos.

## Estadísticas
Según el Anuario Pontificio 2024 la diócesis tenía a fines de 2023 un total de 639 000 fieles bautizados.
| Año                                                                             | Población            | Población | Población      | Sacerdotes | Sacerdotes    | Sacerdotes    | Bautizados por sacerdote | Diáconos permanentes | Religiosos | Religiosos | Parroquias |
| Año                                                                             | Bautizados católicos | Total     | % de católicos | Total      | Clero secular | Clero regular | Bautizados por sacerdote | Diáconos permanentes | Varones    | Mujeres    | Parroquias |
| ------------------------------------------------------------------------------- | -------------------- | --------- | -------------- | ---------- | ------------- | ------------- | ------------------------ | -------------------- | ---------- | ---------- | ---------- |
| 1950                                                                            | 606 900              | 1 527 250 | 39.7           | 724        | 520           | 204           | 838                      |                      | 490        | 543        | 240        |
| 1970                                                                            | 912 174              | 2 416 245 | 37.8           | 809        | 483           | 326           | 1127                     |                      | 444        | 2318       | 320        |
| 1980                                                                            | 962 000              | 2 535 000 | 37.9           | 772        | 474           | 298           | 1246                     | 16                   | 525        | 1817       | 328        |
| 1990                                                                            | 783 806              | 2 498 000 | 31.4           | 630        | 407           | 223           | 1244                     | 32                   | 386        | 1349       | 331        |
| 1999                                                                            | 725 625              | 2 300 000 | 31.5           | 560        | 341           | 219           | 1295                     | 51                   | 302        | 1242       | 329        |
| 2000                                                                            | 718 418              | 2 300 000 | 31.2           | 543        | 359           | 184           | 1323                     | 54                   | 263        | 983        | 329        |
| 2001                                                                            | 713 027              | 2 300 000 | 31.0           | 514        | 329           | 185           | 1387                     | 54                   | 252        | 964        | 329        |
| 2002                                                                            | 705 424              | 2 300 000 | 30.7           | 519        | 325           | 194           | 1359                     | 61                   | 263        | 824        | 329        |
| 2003                                                                            | 699 009              | 2 382 127 | 29.3           | 501        | 314           | 187           | 1395                     | 58                   | 251        | 911        | 329        |
| 2004                                                                            | 693 230              | 2 322 543 | 29.8           | 503        | 309           | 194           | 1378                     | 61                   | 256        | 1030       | 329        |
| 2013                                                                            | 648 619              | 2 369 000 | 27.4           | 442        | 261           | 181           | 1467                     | 68                   | 240        | 651        | 281        |
| 2016                                                                            | 635 326              | 2 480 000 | 25.6           | 431        | 252           | 179           | 1474                     | 74                   | 236        | 576        | 209        |
| 2019                                                                            | 624 975              | 2 484 000 | 25.2           | 416        | 233           | 183           | 1502                     | 75                   | 239        | 527        | 116        |
| 2021                                                                            | 632 280              | 2 512 968 | 25.2           | 396        | 222           | 174           | 1596                     | 79                   | 230        | 471        | 117        |
| 2023                                                                            | 639 000              | 2 537 900 | 25.2           | 369        | 210           | 159           | 1731                     | 38                   | 208        | 432        | 81         |
| Fuente: Catholic-Hierarchy, que a su vez toma los datos del Anuario Pontificio. |                      |           |                |            |               |               |                          |                      |            |            |            |

### Vida consagrada
Los institutos de vida consagrada y sociedades de vida apostólica masculinos presentes en la diócesis de Limburgo son: Congregación de Hermanos Misericordiosos, Carmelitas de María Inmaculada, Orden Teutónica, Orden de Frailes Menores, Compañía de Jesús, Orden de los Hermanos Menores Capuchinos, Sociedad del Apostolado Católico y la Orden del Císter. Los institutos y sociedades femeninos son: monjas benedictinas, Siervas Pobres de Jesucristo, Congregación de Jesús, Familia Espiritual del Trabajo, Instituto Secular Opus Spiritus Sancti, Hermanas del Espíritu Santo de Coblenza, Hermanas de Santa Catalina Virgen y Mártir, Hermanas de la Madre del Carmelo, Hermanas de Nazaret, Misioneras de la Caridad, Misioneras del Apostolado Católico, Hermanas de la Caridad de San Juan de Dios, Hermanas del Inmaculado Corazón de María Reparadora, Hermanas de la Adoración del Santísimo Sacramento, Hermanas de Santa María Magdalena Postel, Siervas del Espíritu Santo y Ursulinas de Calvarienberg.
Entre todas estas asociaciones, cabe destacar la Opus Spiritus Sancti que es una organización formada por cinco institutos de vida consagrada y sociedades de vida apostólica originarias de Alemania, que tienen por fundador al sacerdote Bernhard Bendel, en Königstein im Taunus, territorio de la diócesis. Además de estas instituciones, tienen su origen en la diócesis las congregaciones de las Siervas Pobres de Jesucristo fundadas en Montabaur en 1849, por Katharina Kasper; las Ursulinas de Calvarienberg, fundadas en Bad Neuenahr-Ahrweiler, en 1838; las Hermanas del Espíritu Santo de Coblenza, fundadas por Philipp de Lorenzi en 1858; y las Misioneras del Apostolado Católico, fundadas en 1901, en Limburgo.

## Episcopologio

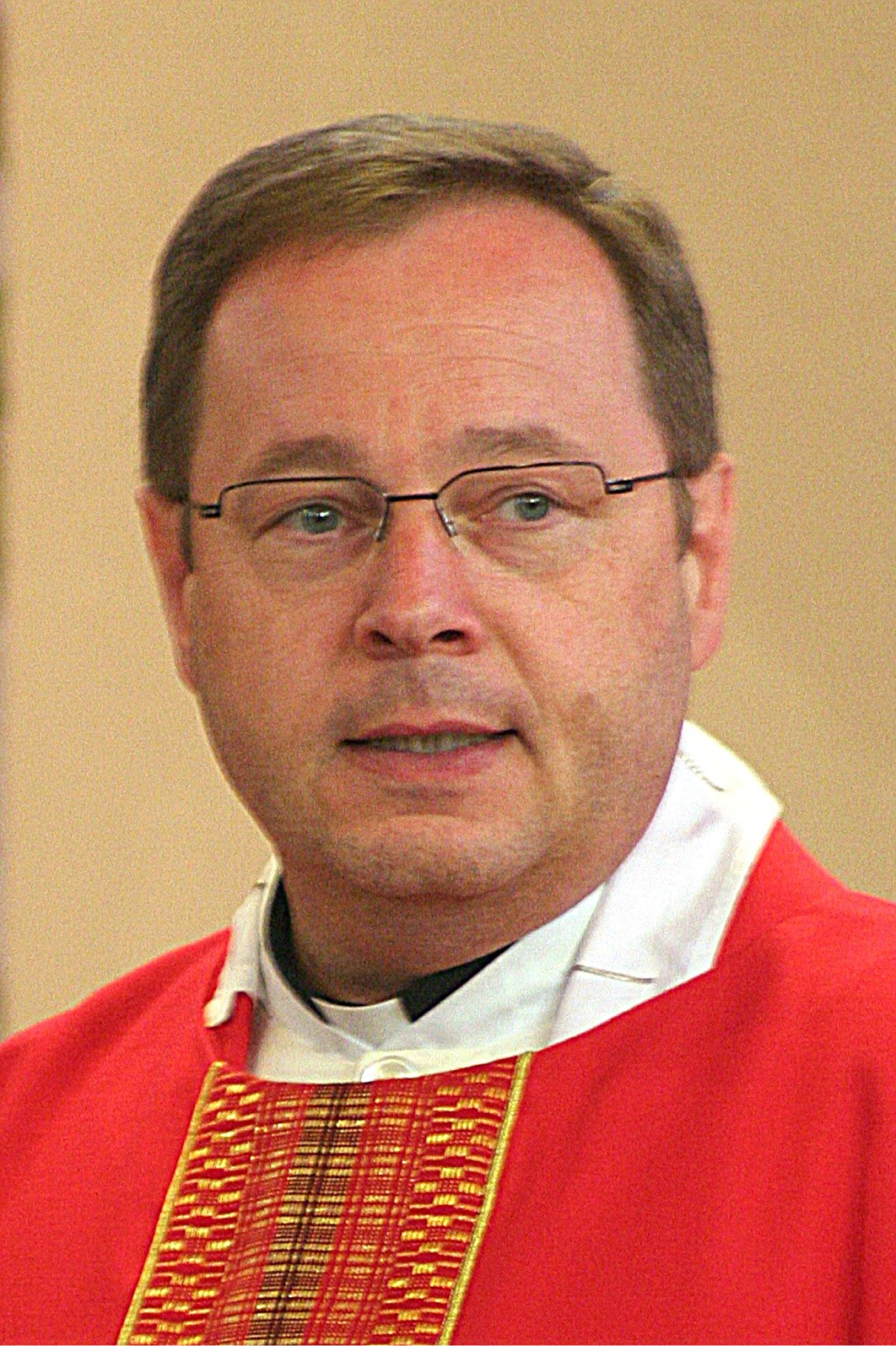
Georg Bätzing, obispo de Limburgo desde 2016

- Jakob Brand † (21 de mayo de 1827-26 de octubre de 1833 falleció)[22]
- Johann Wilhelm Bausch † (30 de septiembre de 1834-9 de abril de 1840 falleció)
  - Sede vacante (1840-1842)
- Peter Joseph Blum † (23 de mayo de 1842-30 de diciembre de 1884 falleció)
- Johannes Christian Roos † (27 de marzo de 1885-27 de julio de 1886 nombrado arzobispo de Friburgo en Brisgovia)
- Karl Klein † (15 de octubre de 1886-6 de febrero de 1898 falleció)
- Dominikus (Martin Karl) Willi, O.Cist. † (22 de julio de 1898-5 de enero de 1913 falleció)
- Augustinus Kilian † (15 de julio de 1913-30 de octubre de 1930 falleció)
- Antonius Hilfrich † (30 de octubre de 1930 por sucesión-5 de febrero de 1947 falleció)
- Ferdinand Dirichs † (24 de septiembre de 1947-27 de diciembre de 1948 falleció)
- Wilhelm Kempf † (28 de mayo de 1949-10 de agosto de 1981 retirado)
- Franz Kamphaus † (3 de mayo de 1982-2 de febrero de 2007 retirado)
- Franz-Peter Tebartz-van Elst (28 de noviembre de 2007-26 de marzo de 2014 renunció)
  - Sede vacante (2014-2016)[nota 2]
- Georg Bätzing, desde el 1 de julio de 2016